# Благовидова Ольга Миколаївна
О́льга Микола́ївна Благови́дова (16 (29) травня 1905 — 23 жовтня 1975) — українська співачка (мецо-сопрано), народна артистка УРСР, професор, викладач вокалу Одеської державної консерваторії ім. А. В. Нежданової.

## Життєпис
Ольга Миколаївна Благовидова народилася 29 травня 1905 року у м. Санкт-Петербурзі (Російська імперія).
Музичну освіту здобула в Одеському музично-драматичному інституті (1921—1925 рр., клас Ю. Рейдер). У 1928 — 1931 роках була солісткою Великого театру СРСР, у 1931—1932 роках — Тбіліського театру опери та балету, а з 1932 року — Одеського театру опери та балету.
Була лауреатом І Всесоюзного конкурсу музикантів-виконавців у Москві (1933 р., 2-га премія), І Всеукраїнського конкурсу вокалістів у Києві (1937 р., 1-а премія).
В 1948 році перейшла цілком на педагогічну роботу. З 1951 року працювала професором Одеської державної консерваторії ім. А. В. Нежданової, завідувала кафедрою сольного співу. Стала засновником одеської вокальної школи.
О. М. Благовидова — єдиний педагог у колишньому Радянському Союзі, в якого на конкурсі ім. П. І. Чайковського три студенти завоювали перші премії: Микола Огренич (1970 р.), Іван Пономаренко (1974 р.), Людмила Шемчук (1978 р.).
Серед її учнів: народна артистка СРСР Б. Руденко, народний артист Росії О. Ворошило, народні артисти України — Зоя Христич, І. Яценко та А. Бойко, Л. Цуркан, І. Глауберман, заслужені артистки України — Марія Галій-Моравська, Валентина Олейникова, заслужений артист Молдови Анатолій Жаріков та інші.
За роки артистичної діяльності О. М. Благовидова виконала понад 30 оперних партій і багато камерних творів. Серед партій:
- Кармен («Кармен» Ж. Бізе),
- Графиня («Пікова дама» П. Чайковського),
- Аксінія («Тихий Дон» І. Дзержинського),
- Терпилиха («Наталка — Полтавка» М. Лисенка)
- Одарка («Запорожець за Дунаєм» С. Гулака-Артемовського) та ін.

Померла 23 жовтня 1975 року в м. Одесі, похована на 2-му Християнському кладовищі.

## Нагороди
- Орден Трудового Червоного прапора (1960)
- Заслужена  артистка  УРСР (1946).
- Народна артистка УРСР (1969)